# 谢尔盖·塔涅耶夫
谢尔盖·伊万诺维奇·塔涅耶夫（羅馬化：Sergei Ivanovich Taneyev；1856年11月25日—1915年6月19日），俄罗斯作曲家、钢琴家、音乐教育家和音乐理论家。
塔涅耶夫是俄罗斯作曲家中少见的对位法大师。他的音乐很少民族主义成分，更接近于德奥传统。在他的第四交响曲和第六弦乐四重奏等重要作品中可以明显地察觉到贝多芬的影响。他常常力图在作品中表达深刻、崇高的哲学思想，如歌剧《奥列斯蒂亚》和清唱劇《圣诗读后》等。但他的作品常令人感到形式重于内容，有堆砌技巧之嫌，故流传范围不广。

## 生平
塔涅耶夫出生在弗拉基米尔市的一个知识分子家庭，幼年随父母移居莫斯科，九岁就进入莫斯科音乐学院学习钢琴演奏，后又从柴科夫斯基学作曲。尽管他们两人创作思想大大不同，但一直保持着亲密的友谊。相反地，他与强力集团和他们的支持者们就经常产生矛盾。1875年塔涅耶夫毕业，并获得作曲和钢琴金奖，成为学院历史上第一人。之后他随尼古拉·鲁宾斯坦到欧洲旅行，回国后到母校接替柴科夫斯基的作曲教授职位，还曾短时间担任过院长，直到1905年由于支持参加革命的学生而辞职。1915年，他在参加完斯克里亚宾的葬礼后感染了肺炎，不久后逝世。

## 個人生活
塔涅耶夫之叔亚历山大·谢尔盖耶维奇·塔涅耶夫（1850-1918）也是作曲家，其风格更接近强力集团，创作成就较为有限。

## 轶事
- 塔涅耶夫和多位俄罗斯作家，如屠格涅夫，萨尔蒂科夫-谢德林和列夫·托尔斯泰都是好友。有一年他到托尔斯泰的别墅度夏，引起了托尔斯泰妻子的爱慕之心，使托尔斯泰大为嫉妒，此事后来成为作家创作著名小说《克鲁采奏鸣曲》的起因。